# Herálec (district de Žďár nad Sázavou)
Pour les articles homonymes, voir Herálec.
Herálec (en allemand : Heraletz) est une commune du district de Žďár nad Sázavou, dans la région de Vysočina, en Tchéquie. Sa population s'élevait à 1 327 habitants en 2020.

## Géographie
Herálec se trouve à 3,6 km au sud-ouest du centre de Svratka, à 14,5 km au nord-nord-est de Žďár nad Sázavou, à 43,5 km au nord-est de Jihlava et à 121 km à l'est-sud-est de Prague.
La commune est limitée par Vortová, Chlumětín au nord, par Svratka au nord-est, par Křižánky et Sněžné à l'est, par Fryšava pod Žákovou horou et Cikháj au sud, et par Vojnův Městec et Studnice à l'ouest.

## Histoire
La première mention écrite de la localité date de 1366.

## Administration
La commune se compose de cinq quartiers :
- Brušovec ;
- Český Herálec ;
- Herálec ;
- Kocanda ;
- Kuchyně.

## Transports
Par la route, Herálec se trouve à 5 km de Svratka, à 17 km de Žďár nad Sázavou, à 54 km de Jihlava et à 154 km de Prague.